# Фонтанакиоза (Парма)
Фонтанакиоза је насеље у Италији у округу Парма, региону Емилија-Ромања.
Према процени из 2011. у насељу је живело 42 становника. Насеље се налази на надморској висини од 869 м.